# Manguao-See
Der Manguao-See ist ein Binnensee und liegt in der Provinz Palawan, in der Region MIMAROPA auf den Philippinen. Der See liegt im Nordosten der Insel Palawan, ca. 7,5 km südöstlich des Gemeindezentrums von Taytay. In den See münden zahlreiche Flüsse, die im nördlichen Bergland von Palawan ihre Quelle haben. Westlich des Sees liegt das Naturschutzgebiet Malampaya Sound Protected Landscape/Seascape. 
Die Region um den See hat ein tropisches Feuchtsavannenklima mit einer Trockenzeit von Januar bis April; den Rest des Jahres fallen zum Teil starke Niederschläge. Der mittlere Jahresniederschlag beträgt ca. 2.200 mm/m². Die mittleren Jahrestemperaturen liegen bei 27 °C. Es wird vermutet, dass eine kleine Population des Leistenkrokodils (Crocodylus porosus) in dem See lebt.